# 海地共產黨
海地共產黨（法語：Parti communiste haïtien；海地克里奥尔语：Pati Kominis Ayisyen），簡稱海共（PCH），是海地歷史上的一个共產主義政黨，成立於1934年，解散於1936年。
海地共產黨的創始人和總書記是作家、詩人和民族學家雅克·罗曼。1936年，海地總統斯泰尼奥·樊尚領導的政府取缔海地共產黨，並迫使雅克·罗曼流亡法国巴黎。